# San Pelayo (Coreses)
San Pelayo es una dehesa del municipio de Coreses, en la provincia de Zamora, comunidad autónoma de Castilla y León, España. En esta dehesa se situó hace más de un siglo la ganadería del Marqués de Villagodio

## Demografía
Esta dehesa ha sido habitada en el pasado, pero según los datos más recientes del censo se encuentra despoblada.
| Evolución de la demografía de San Pelayo entre 2000 y 2017       |                                                                  |
| ---------------------------------------------------------------- | ---------------------------------------------------------------- |
| Gráfico no disponible temporalmente debido a problemas técnicos. |                                                                  |
| Fuente:Instituto Nacional de Estadística                         |                                                                  |
| Gráfica elaborada por: Wikipedia                                 |                                                                  |
|                                                                  | Gráfico no disponible temporalmente debido a problemas técnicos. |